# Ізраїльський салат
Ізраїльський салат (салат ісраелі́; івр. סלט ישראלי) — салат із дрібно нарізаних овочів, поширений в Ізраїлі. Вважається «найвідомішою національною стравою Ізраїлю». У самому Ізраїлі салат називається кацуц (івр. «рубаний салат», סָלָט קָצוּץ), а також салат араві (івр. «арабський салат», סָלָט עֲרָבִי) або салат єракот (івр. «овочевий салат», סָלָט יְרָקוֹת.). У палестинців салат також традиційною стравою і носить назви salatat al-bandura, salatat banadura («помідорний салат») або salata na’meh.
Базові інгредієнти салату — свіжі огірки, помідори, цибуля і болгарський перець або перець чилі. Заправляється сіллю, оливковою олією та (або) лимонним соком.
В Ізраїлі подається усюди як у домашній кухні, так і в ресторанах, готелях, у тому числі у вигляді добавки до популярних видів вуличної їжі — фалафелю, шаурмі, хумусу та інших.
Салати, приготовані за одним і тим самим рецептом з різними назвами, широко поширені та популярні у всьому Східному Середземномор'ї. Традиційна місцева страва була запозичена єврейськими іммігрантами в Леванті наприкінці XIX століття.

## Опис страви
Ізраїльський салат готується із подрібнених сирих помідорів, цибулі та огірка, а також може включати перець, моркву, зелену цибулю, листову зелень та петрушку. Салат заправляють свіжим лимонним соком або оливковою олією, або сумішшю соку та олії. Поширені заправки для сніданку — заатар та йогурт, а сумах і тахіні використовуються при подачі салату в інший час доби. Як правило, огірки не очищаються від шкірки. Вміння нарізати помідори та огірки на «найкрасивіші та найідеальніші кубики» вважається ознакою майстерності для кухарів кібуців. У традиційних рецептах ізраїльського салату не використовується салат-латук.
В ізраїльських ресторанах та кафе ізраїльський салат подають як самостійну страву, як супровід основних страв або як начинку у лаваші з фалафелем чи шаурмою. Ця страва була частиною традиційного Ізраїльського домашнього сніданку до того, як із Заходу прийшла традиція вживати на сніданок пластівці. Салат залишається стандартною складовою сніданків на «шведському столі» в ізраїльських готелях, а також домашньому побуті.

## Історія
Культивування огірка на Близькому Сході має давню історію. Помідори, які походять з Південної Америки, почали вирощуватися в Сирії тільки в XIX столітті, за часів Османської імперії. Гіл Ховав, ізраїльський кулінарний критик і шеф-кухар, простежує походження ізраїльського салату від палестинського арабського салату. Історик Гіл Маркс простежує знайомство єврейських іммігрантів наприкінці XIX століття з салатом з огірків та помідорів в Османській Палестині, та його походження від турецького çoban salatası (салату пастухів).